# ココニノ郡 (アリゾナ州)
ココニノ郡（英: Coconino County）は、アメリカ合衆国アリゾナ州北中部に位置する郡である。フラッグスタッフ都市圏に属している。人口は14万5101人（2020年）。郡庁所在地はフラッグスタッフである。面積は48,300km2あり、アラスカ州を除く大陸アメリカ合衆国の中で2番目に大きな郡である。第1位は、近接するカリフォルニア州サンバーナーディーノ郡（面積52,000km2）である。合衆国の面積が狭い州9州よりも大きい。
ココニノ郡にはグランド・キャニオン国立公園があり、またハバスパイ・ネーションとナヴァホ・ネーション、フアラパイ・ネーション、ホピ・ネーションの各部分が入っている。ハバスパイ族インディアンに当てられた名前である「ココニノ」から郡名が採られた。郡内人口の30%近くがアメリカ・インディアンであり、他所と比較して多い。その大半はナヴァホ族であり、ハバスパイ族やホピ族などは少数である。

## 歴史
1883年にアトランティック・アンド・パシフィック鉄道が建設された後、ヤヴァパイ郡北部が急速に成長を始めた。当時の郡庁はプレスコットにあり、北部の住人はそこまで苦難をおして旅する必要があることに倦んでいた。また自分達の郡を設立すべきとみなせるだけの体制があるとも考えていた。よって1887年にヤヴァパイ郡から分離し、フリスコ郡の創設を請願することにした。しかし、フリスコ郡改めココニノ郡が創設されたのは1891年になってからだった。郡庁はフラッグスタッフに置かれた。

## 地理

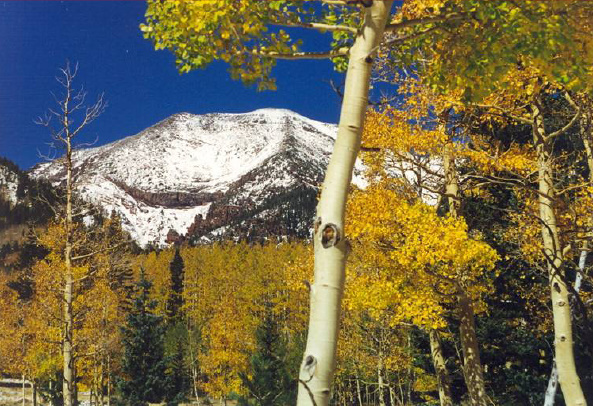
ハンフリーズ峰

アメリカ合衆国国勢調査局に拠れば、郡域全面積は18661.21平方マイル (48,332.3 km2)であり、このうち陸地は18617.42平方マイル (48,218.9 km2)、水域は43.79平方マイル (113.4 km2)で水域率は0.23%である。面積では大陸アメリカ合衆国の中で2番目に大きな郡であり、ヨーロッパの多くの国よりも広い。コネチカット州、デラウェア州、ハワイ州、メリーランド州、マサチューセッツ州、ニューハンプシャー州、ニュージャージー州、ロードアイランド州およびバーモント州よりも広い。アリゾナ州で最も標高が高い地点はココニノ郡にあるハンフリーズ峰（標高12,637フィート、3,852 m）である。

### 隣接する郡
- モハーヴェ郡 - 西
- ヤヴァパイ郡 - 南
- ヒラ郡 - 南
- ナヴァホ郡 - 東
- サンフアン郡 (ユタ州) - 北東
- ケーン郡 (ユタ州) - 北

### インディアン居留地
ココニノ郡内には連邦政府が指定するインディアン居留地が総計7,142.42平方マイル (18,498.8 km2) あり、この値は同じアリゾナ州アパッチ郡に次いで大きい。居留地面積の大きな順にナヴァホ族、フアラパイ族、ホピ族、ハバスパイ族およびカイバブ族の各居留地がある。ハバスパイ族居留地のみが郡領域に全体が入っており、他の居留地は他郡に跨っている。

### 国立保護地域
- アパッチ・シットグリーブズ国立の森（部分）
- ココニノ国立の森（部分）
- グレンキャニオン国立レクリエーション地域（部分）
- グランド・キャニオン国立公園（部分）
- カイバブ国立の森（部分）
- プレスコット国立の森（部分）
- サンセットクレーター火山国立保護区
- バーミリオンクリフス国立保護区
- ウォルナットキャニオン国立保護区
- ウパトキ国立保護区

## 交通
ココニノ郡フラッグスタッフは主要高規格道路の接続点である。州間高速道路40号線が東西に伸びてウィリアムズやウィンスローを結び、州間高速道路17号線はフラッグスタッフから南にフェニックスやマリコパ郡とを繋いでいる。アメリカ国道89号線と同180号線はフラッグスタッフから北に伸びてグランド・キャニオン国立公園に至る。
グランド・キャニオン国立公園空港はグランド・キャニオンの南縁近く、トゥサヤンにある公共用途空港である。
フラッグスタッフ・プリアム空港はフラッグスタッフ事業中心地区の南6キロメートルにある公共用途空港であり、大半は一般用途だが、商業便も2社が運行している。
フラッグスタッフにはグレイハウンドバスの停留所があり、州間高速道路40号線を東西に走る路線と、州間高速道路17号線をフェニックスまで走る定期便がある。
アムトラックの駅もフラッグスタッフにあり、毎日東はシカゴ、西はロサンゼルスまで列車が運行されている。
観光用鉄道はウィリアムズとグランド・キャニオン国立公園の南縁を結び、州の大半の曜日に運行されている。
マウンテンラインがフラッグスタッフ地域の高級輸送バスを運行している。

### 主要高規格道路
- 州間高速道路17号線
- 州間高速道路40号線
- アメリカ国道89号線
- アメリカ国道160号線
- アメリカ国道180号線
- 歴史的アメリカ国道66号線、フラッグスタッフ、ウィンスロー、ウィリアムズおよびピーチスプリングスを通っている
- アリゾナ州道64号線
- アリゾナ州道87号線
- アリゾナ州道89号線
- アリゾナ州道98号線
- アリゾナ州道99号線
- アリゾナ州道260号線
- アリゾナ州道264号線

## 人口動態
以下は2000年国勢調査による人口統計データである。
| 基礎データ - 人口: 116,320人 - 世帯数: 40,448 世帯 - 家族数: 26,938 家族 - 人口密度: 2人/km2（6人/mi2） - 住居数: 53,443軒 - 住居密度: 1軒/km2（3/mi2） 人種別人口構成 - 白人: 63.09% - アフリカン・アメリカン: 1.04% - ネイティブ・アメリカン: 28.51% - アジア人: 0.78% - 太平洋諸島系: 0.09% - その他の人種: 4.13% - 混血: 2.36% - ヒスパニック・ラテン系: 10.94% - 家庭でナヴァホ語を話す人口：18.59% - 家庭でスペイン語を話す人口：6.58% 年齢別人口構成 - 18歳未満: 28.7% - 18-24歳: 14.4% - 25-44歳: 29.2% - 45-64歳: 20.7% - 65歳以上: 7.0% - 年齢の中央値: 30歳 - 性比（女性100人あたり男性の人口） - 総人口: 99.7 - 18歳以上: 97.2 | 世帯と家族（対世帯数） - 18歳未満の子供がいる: 34.9% - 結婚・同居している夫婦: 49.7% - 未婚・離婚・死別女性が世帯主: 12.2% - 非家族世帯: 33.4% - 単身世帯: 22.1% - 65歳以上の老人1人暮らし: 4.5% - 平均構成人数 - 世帯: 2.80人 - 家族: 3.36人 収入と家計 - 収入の中央値 - 世帯: 38,256米ドル - 家族: 45,873米ドル - 性別 - 男性: 32,226米ドル - 女性: 25,055米ドル - 人口1人あたり収入: 17,139米ドル - 貧困線以下 - 対人口: 18.2% - 対家族数: 13.1% - 18歳未満: 22.3% - 65歳以上: 13.3% |

## 都市と町

ココニノ郡の編入済み領域（灰色）と未編入領域、およびインディアン居留地（灰色線）

### 都市
- フラッグスタッフ（郡庁所在地）
- ペイジ
- ウィリアムズ
- セドナ（小部分）

### 町
- ツサヤン
- フレドニア

### 国勢調査指定地域
- グランド・キャニオン・ビレッジ
- ビタースプリングス
- キャメロン
- カチナビレッジ
- カイバブ
- カイビト
- レチー
- レアップ
- モエンコピ
- マウンテネア
- マンズパーク
- パークス
- スパイ
- トナリー
- テューバシティ
- トゥサヤン
- ウィンスローウェスト

### その他の町
- キャニオンディアブロ
- ドニーパーク
- フォレストレイクス
- ハッピジャック
- ジェイコブレイク
- ベイル
- ウィノナ

## 経済
ココニノ郡トゥサヤンのグランド・キャニオン国立公園空港にはグランドキャニオン航空とエアーグランドキャニオンが本社を置いている。

## その他
- ジョージ・ヘリマンが20世紀初期に描いた漫画『クレイジー・カット』はココニノ郡が舞台とされた。
- 1982年にココニコ郡内、フラッグスタッフ近郊のアンダーソン・メサで発見された小惑星(2939) Coconinoは、発見地である本郡にちなんで命名された[7]。